# 伊爾利亞河 (烏日河支流)
伊爾利亞河，是東歐的河流，屬於烏日河的左支流，流經白俄羅斯戈梅利州和烏克蘭基輔州，河道全長48公里，流域面積371平方公里。